# 'Ndrina Cicero
La 'ndrina Cicero è una cosca malavitosa o 'ndrina della 'ndrangheta calabrese di Cosenza.

## Organizzazione
- Domenico Cicero, arrestato nel 2006
- Osvaldo Cicero
- Francesco Cicero

## Storia
- Il 4 agosto 2011 la Guardia di Finanza sequestra alla cosca beni del valore di 4 milioni di euro.[1][2][3]
- Il 13 aprile 2012 viene arrestato il latitante Franco Presta, affiliato ai Lanzino-Cicero accusato di associazione mafiosa e di alcuni omicidi inquadrati in una faida del cosentino tra il 1998 e il 2001.[4]